# Солдатова, Ольга Михайловна
О́льга Миха́йловна Солда́това (род. 8 сентября 1985) — российская легкоатлетка, специалистка по бегу на короткие и средние дистанции. Выступала на профессиональном уровне в 2003—2012 годах, обладательница серебряной медали чемпионата мира среди юниоров, чемпионка России в эстафете 4 × 800 метров в помещении, участница ряда крупных международных стартов. Представляла Брянскую область и Москву. Мастер спорта России международного класса.

## Биография
Ольга Солдатова родилась 8 сентября 1985 года. Занималась лёгкой атлетикой в Брянске и Москве, проходила подготовку под руководством заслуженного тренера России М. М. Телятникова.
Выступала на крупных всероссийских стартах начиная с 2003 года.
В 2004 году в беге на 400 метров выиграла чемпионат России среди юниоров в Чебоксарах. Попав в состав российской сборной, приняла участие в юниорском мировом первенстве в Гроссето, где стала пятой дисциплине 400 метров и вместе с соотечественницами завоевала серебряную награду в эстафете 4 × 400 метров — на финише россиянки уступили только команде США. Российская команда в данном забеге установила ныне действующий юниорский национальный рекорд — 3.30,03.
В 2006 году в 400-метровом беге Солдатова выиграла бронзовую медаль на зимнем молодёжном всероссийском первенстве в Саранске, дошла до полуфинала на взрослом зимнем чемпионате России в Москве.
На чемпионате России 2008 года в Казани с московской командой выиграла серебряную медаль в эстафете 4 × 400 метров.
В 2009 году бежала 800 метров на чемпионате России в Чебоксарах, в финал не вышла.
В 2010 году на зимнем чемпионате России в Москве взяла бронзу в эстафете 4 × 800 метров. На чемпионате России по эстафетному бегу в Сочи в той же дисциплине вновь стала бронзовой призёркой.
В 2011 году стартовала на этапе Бриллиантовой лиги в Шанхае и на международном турнире в Рабате.
В 2012 году выиграла эстафету 4 × 800 метров на зимнем чемпионате России в Москве. По окончании сезона завершила спортивную карьеру.
За выдающиеся спортивные результаты удостоена почётного звания «Мастер спорта России международного класса».